# 愛華みれ
愛華 みれ（あいか みれ、1964年11月29日 - ）は、日本の女優。元宝塚歌劇団花組トップスター。身長168cm、血液型O型。愛称は「タモ（ちゃん）」（本名の森田に由来）。
鹿児島県肝属郡根占町（現在の南大隅町）出身。鹿児島県立南大隅高等学校出身。ホリプロ・ブッキング・エージェンシー所属。

## 略歴
1983年、母から宝塚を受験することを勧められ、進路指導の高校教師に相談したところ「お前が合格するか」と言われたことに憤慨し、推薦を蹴って宝塚音楽学校に入学。
1985年、宝塚歌劇団入団（71期生）。『愛あれば命は永遠に』で初舞台。花組に配属となる。同期には親友の真琴つばさがいる。
1986年に『散る花よ、風の囁きを聞け』の薩摩藩の藩士役に抜擢される。『秋…冬への前奏曲』『春の風を君に』などの新人公演で主演を任される。
1999年の『夜明けの序曲』で花組トップスターに就任。この時期は愛華をはじめ5組のトップスター中4組が同期生であった（花組・愛華、月組・真琴、雪組・轟、星組・稔）。
2001年、『ミケランジェロ』のタイトルロールを最後に退団。以後、女優として舞台からテレビなどで活動している。
2008年3月21日、リンパ腫に罹患していることを所属事務所が公表、出演予定の舞台を降板して治療に専念していたが、同年8月6日のモーニング娘。と共演した新宿コマ劇場での公演『シンデレラtheミュージカル』にて復帰。
2009年1月1日に結婚したことを同日の公式ブログにて公表した。

## 宝塚歌劇団時代の主な舞台

### 花組時代
- 1985年 『愛あれば命は永遠に』*初舞台
- 1986年 『散る花よ、風の囁きを聞け』
- 1987年 『あの日薔薇一輪/ザ・レビュースコープ」新人公演：スティーブ（本役：朝香じゅん）
- 1988年 『キス・ミー・ケイト』新人公演：ロバート（本役：幸和希）
- 1989年 『会議は踊る/ザ・ゲーム』新人公演：コズロフ・イワノヴィッチ陸軍少佐（本役：瀬川佳英）
- 1989年 『ロマノフの宝石/ジタン・デ・ジタン』新人公演：シェライバー（本役：磯野千尋）
- 1989年 『TAKARAZUKA』（「宝塚をどり讃歌」/「タカラヅカ・フォーエバー」）
- 1990年 『ベルサイユのばら-フェルゼン編-』新人公演：グスタフ3世（本役：星原美沙緒）
- 1990年 『秋…冬への前奏曲/ザ・ショーケース』新人公演：ヤン・ヤナーチェク（本役：大浦みずき）*新人公演初主演
- 1991年 『春の風を君に…/ザ・フラッシュ!』雷横　新人公演：張才子（本役：大浦みずき）*新人公演主演
- 1991年 『ヴェネチアの紋章/ジャンクション24』ジョヴァンニ　新人公演：マルコ・ダンドロ（本役：安寿ミラ）

- 1992年 『白扇花集/スパルタカス』：ジュリアス・シーザー
- 1992年 『けれど夢の中で めざめたときに』：マサキ *バウホール公演初主演
- 1992年 『心の旅路/ファンシー・タッチ』：リチャード
- 1992年 『ドニエブルの赤い罌粟』：ニコラーエフ
- 1993年 『メランコリック・ジゴロ/ラ・ノーバ!』：マチウ
- 1993年 『ベイ・シティ・ブルース/イッツ・ア・ラブ・ストーリー』：ホールデン
- 1993年 『ワン・タッチ・オブ・ヴィーナス』：セイボリー
- 1994年 『ブラック・ジャック 危険な賭け/火の鳥』：ジョイ（東京公演：ケイン）
- 1994年 『たけくらべ』：信如
- 1994年 『冬の嵐、ペテルブルグに死す/ハイパー・ステージ!』：ポール
- 1995年 『哀しみのコルドバ/メガ・ヴィジョン』：ビセント
- 1995年 『LAST DANCE』：ニキ
- 1995年 『エデンの東/ダンディズム!』：アロン
- 1995年 『紅はこべ/メガ・ヴィジョン』
- 1996年 『花は花なり/ハイペリオン』
- 1996年 『HURRICANE』：オウディ *バウホール主演
- 1996年 『ハウ・トゥー・サクシード』：バド・フランプ
- 1996年 『Ryoma 〜硬派・坂本龍馬!II〜』：桂小五郎
- 1997年 『失われた楽園/サザンクロス・レビュー」：エリオット・ウォーカー
- 1997年 『風と共に去りぬ』：スカーレット・オハラ
- 1997年 『ザッツ・レビュー』：大河原亮
- 1998年『ヴェロニック』：フロレスタン・ド・ヴァランクール *バウホール主演
- 1998年 『SPEAKEASY/スナイパー』：ジョナサン・ピーチャム

### 花組トップ時代
- 1998年 『春ふたたび/サザンクロス・レビュー』：藤原道忠
- 1999年 『夜明けの序曲』：川上音二郎（大劇場トップお披露目公演）
- 1999年 『タンゴ・アルゼンチーノ/ザ・レビュー'99』：フリオ・デスノイエル
- 2000年 『タンゴ・アルゼンチーノ/ザ・レビューIV』：フリオ・デスノイエル（中日劇場）
- 2000年 『源氏物語 あさきゆめみし/ザ・ビューティーズ!』：光源氏
- 2000年 『〜夢と孤独の果てに〜 ルードヴィッヒII世/Asian Sunrise』：ルードヴィッヒII世
- 2000年 『源氏物語 あさきゆめみし/ザ・ビューティーズ!』：光源氏（全国ツアー公演）
- 2001年 『ミケランジェロ ―神になろうとした男- /VIVA!』：ミケランジェロ・ブォナローティ（退団公演）

### ディナーショー
- 1994年 『Lovin' You!』
- 1996年 『PURE LOVE!』
- 1999年 『LA GARE』
- 2001年 『Felicita Arcobaleno』

## 宝塚歌劇団退団後の主な活動

### 舞台
- チャーリー・ガール
- ゴースト/ニューヨークの幻（2002年12月6日 - 22日、ル テアトル銀座 by PARCO／2003年1月13日・14日、愛知厚生年金会館／2003年1月18日 - 26日、梅田芸術劇場 シアター・ドラマシティ） - 主演・モリー・ジェンセン 役
- 十二夜
- タン・ビエットの唄
- THEATER1010開館記念公演「1954のホテルライフ」（2004年9月25日 - 10月10日、シアター1010） - 梅園はるか（今泉梅子） 役
- キスへのプレリュード
- 34丁目の奇跡〜Here's Love〜（2004年、2005年、アートスフィア） - ドリス・ウォーカー 役
- 忍者イリュージョン NARUTO -ナルト-（2006年5月4日 - 14日、ゆうぽうとホール／19日 - 21日、シアターBRAVA!） - 綱手 役
- ペテン師と詐欺師（2006年、2008年） - ミュリエル 役
- セレブの資格
- シンデレラ the ミュージカル
- きらめく星座（2009年5月）
- アリバイのない天使（2010年7月）
- 女房は幽霊（2011年9月、京都四條南座）
- あるジーサンに線香を（2012年、三越劇場・中日劇場） - 女医 役
- こまつ座 第100回公演「頭痛肩こり樋口一葉」（2013年7月11日 - 8月11日、紀伊國屋サザンシアター ほか） - 稲葉鑛 役
- タンブリング FINAL（2014年6月7日・8日、KAAT神奈川芸術劇場／6月28日・29日、シアターBRAVA!／7月16日 - 21日、赤坂ACTシアター） - 南雲晴香 役
- 頭痛肩こり樋口一葉（2016年8月5日 - 25日、シアタークリエ） - 稲葉鑛 役
- チキチキバンバン（2025年1月17日 - 26日〈予定〉、東京建物 Brillia HALL／2月7日 - 9日〈予定〉、森ノ宮ピロティホール） - バロネス・ボンバースト 役[9]

### テレビドラマ
- ぼくが地球を救う（2002年7月 - 9月、TBS） - 白金愛子 役
- 女神の恋（2003年7月、NHK） - 太田奈津子 役
- 恋する京都 第4話「八坂の塔で恋のデュエット」（2004年、NHK） - 中井良美 役
- 火曜サスペンス劇場「弁護士・高林鮎子33 特急うずしお30号の罠」（2004年7月6日、日本テレビ） - 北原美千子 役
- 水曜ミステリー9→水曜シアター9（テレビ東京）
  - 監察医・篠宮葉月 死体は語る6（2005年6月22日） - 小室克子 役
  - シロクマ園長 命の事件簿第1作（2007年7月25日） - 啓吾の娘 秘書 - 日野原律子 役
  - 女かけこみ寺 刑事・大石水穂2（2009年7月15日） - 陽口茜 役
- 金曜エンタテイメント→金曜プレステージ（フジテレビ）
  - 浅見光彦シリーズ23 日光殺人事件（2006年4月7日） - 添田文江 役
  - 山村美紗サスペンス 京都・源氏物語殺人絵巻（2010年11月12日） - 毛利雅江 役
  - ヤバい検事 矢場健〜ヤバケンの暴走捜査〜（2012年2月24日） - 山下美由希 役
- 土曜ワイド劇場
  - 殺人スタント2（2006年7月15日、朝日放送制作） - 馬渕孝江 役
  - 火災調査官・紅蓮次郎 スペシャル（2010年2月13日、テレビ朝日制作） - 石田美咲 役
  - おかしな刑事9（2012年10月13日、テレビ朝日制作） - 山下渚 役
- 連続テレビ小説（NHK）
  - 芋たこなんきん（2006年10月 - 2007年3月） - 古城あやめ 役
  - ゲゲゲの女房（2010年4月 - 9月） - 村井佐知子 役
- 水戸黄門第40部第1話「陰謀暴き、いざ北へ!終わりなき世直しの旅」（2009年7月27日、TBS） - 鶴次 役
- ハイビジョン特集ドラマ「生むと生まれる それからのこと」（2011年8月27日、NHK BSプレミアム）
- 宮部みゆきミステリー パーフェクト・ブルー 第3話（2012年10月22日、TBS） - 真島啓子 役
- 神戸在住（2015年1月17日、サンテレビ） - 辰木さなえ 役

### テレビ
- 地球街道（テレビ東京）
- じゅん散歩（2015年9月28日 - 、テレビ朝日） - 通販MC
- ぶらり途中下車の旅（日本テレビ） - 旅人（不定期）

### ラジオ
- 朝日放送ラジオ　流星倶楽部
- Changeの瞬間 〜がんサバイバーストーリー〜 （2021年9月12日・19日、朝日放送ラジオ）[10]

### 映画
- フライ,ダディ,フライ（2005年） - 鈴木夕子 役
- 昴-スバル-（2009年） - 呉羽真子 役
- 劇場版 神戸在住（2015年）- 辰木さなえ 役
- マンゴーと赤い車椅子（2015年） - 宮園洋子 役
- スクール・オブ・ナーシング（2016年） - 三木本文 役[11]
- きばいやんせ！私（2019年） - ユリ 役

### 劇場アニメ
- それいけ!アンパンマン くろゆき姫とモテモテばいきんまん（2005年） - くろゆき姫 役

### CM
- 三井住友VISAカード（1993年 - 2001年）
- トヨタ自動車 マークIIブリット（2002年）
- 花王 エコナ お中元篇（2006年）

## 書籍

### 著書
- 宝塚・すみれ三重奏（1994年6月20日発売、小学館）ISBN 4-09-363374-6 - 後にトップスターになった同期（真琴つばさ、稔幸）との共著
- みーんな笑顔！！―それでも地球は動いてる！！（1997年7月1日発売、宝塚歌劇団）ISBN 978-4924333154 - 自身の生い立ちなどを綴ったエッセイ
- てげてげ。「良い加減」なガンとの付き合い方（2010年5月26日発売、武田ランダムハウスジャパン）ISBN 978-4270005835 - 自らのリンパ腫との闘病生活の体験を語った著書

### 写真集
- フォーサム臨時増刊号 TAMO！TENDERNESS AND MIRACLE OCEAN （1995年7月17日発売、宝塚歌劇団）
- さよなら写真集　VIVO（2001年9月1日発売、阪急コミュニケーションズ）- 退団にあたって発売された2冊組の写真集

## エピソード
- 芸名は『愛華』は華やかに愛されるように、『みれ』は彼女の絵を描くのが好きな父が母に好きな画家を尋ねたところ、ミレーと答えたことに由来する[12]